# قلب أيسر

رسم تخطيطي لقلب مفتوح (منظر أمامي)، تشير الأسهم البيضاء للجريان الدموي الطبيعي

القلب الأيسر مصطلح يطلق على كل من الأذين الأيسر والبطين الأيسر ويمثل الجزء من القلب الذي يحتوي على الدم المؤكسج.
يصل الدم الرئوي المؤكسج إلى الأذين الأيمن عبر الأوردة الرئوية الأربعة. يقوم الأذين الأيمن بعدها بضخ الدم عبر الصمام التاجي إلى البطين الأيسر والذي يقوم بدوره بضخ الدم عبر الصمام الأبهري إلى الأبهر.